# متنزه كوبو الوطني
حديقة كوبو الوطنية (الإسبانية: Parque Nacional Copo) هي منطقة محمية اتحادية في مقاطعة سانتياغو ديل استيرو، الأرجنتين أنشئت في 22 نوفمبر عامَ 2000، وتَحتَضِنُ نَموذجًا مُمثِّلًا للتنوع البيولوجي في منطقة غران تشاكو الجافَّةِ، بحالةٍ مُتوسِّطَةٍ من الحِفاظِ البيئيّ. وتقَعُ الحديقةُ في دائرةِ كُوبُو، وتبلُغُ مِساحتُها 188,188 هكتارًا (أي ما يُعادل 1,181٫18 كم²؛ أو 456٫06 ميلًا مُربَّعًا).

## التنوع البيولوجي
يتميَّزُ المَناخُ في المنطقةِ بأنَّه دافئٌ، ويَتراوحُ مُعدَّلُ هُطولِ الأمطارِ السنويِّ بين 500 و700 ملم (أي ما يُعادل 20–28 بوصة). وتَتكوَّنُ جُزءٌ كبيرٌ من الحديقةِ من غاباتٍ، وتُعتَبَرُ شجرةُ الكِيبْراتْشُو الحمراءُ السانتياغويّةُ (quebracho colorado santiagueño) هي النَّوعَ المُميَّزَ فيها. وتتميَّزُ هذه الشجرةُ بخشبِها القويِّ واحتوائِها العالي على مادَّةِالتانين، وقد تعرَّضت في الماضي لاستغلالٍ مُدمِّرٍ في أجزاءٍ أُخرى من البلاد. ففي بداياتِ القرنِ العشرين، كانت مُحافَظَةُ سانتياغو ديل إستيرو تَتكوَّنُ بنسبةِ 80% من أراضي الكِيبْراتْشُو الشَّوكيّة، أمّا الآنَ فلا يَبقى منها سوى %20 فقط.
تعيشُ في هذه الحديقةِ بعضُ الأنواعِ المُهدَّدةِ بالانقراضِ، ومنها: الذئب ذو العرف، اليغور، آكل النمل العملاق، خنزير الشيكوان، والأرماديلو العملاق.

## فهرس
- Maffei، L.؛ Paredes، R.؛ Segundo، A.؛ Noss، A. (2007). "Home range and activity of two sympatric fox species in the Bolivian Dry Chaco" (PDF). Canid News, IUCN/SSC Canid Specialist Group. مؤرشف من الأصل (PDF) في 2024-12-02.

## روابط خارجية
- Administración de Parques Nacionales - إدارة المنتزهات الوطنية في الأرجنتين (بالإسبانية)